# サトルヴァシコバ
サトルヴァシコバ（Satoru Vasikoba、1974年7月5日 - ）は、日本の男性キックボクサー。本名は小林 悟（こばやし さとる）。東京都出身。勇心館所属。新空手二段。元WFCAタイボクシング世界スーパーライト級王者。元全日本ライト級王者。

## 来歴

### 下積み時代
1999年9月3日、全日本キックボクシング連盟でプロデビュー。デビュー当時のリングネームは小林サトル。
憧れの選手「小林聡」と名前が似ていたため、3戦目にリングネームをサトル・ヴァシコバに改名（のちにサトルヴァシコバへ）。
2002年5月3日、東京武道館第一武道場で行われた第13回全日本新空手道選手権大会に出場。決勝戦で高谷裕之を本戦判定2-0で下し軽中量級で優勝した。
2004年3月13日、全日本キックボクシング連盟「全日本ライト級最強決定トーナメント 1st.STAGE」のトーナメント1回戦で高谷裕之と対戦。2Rに左ハイキックでダウンを奪い、判定勝ち。
2004年4月16日、全日本キックボクシング連盟「全日本ライト級最強決定トーナメント 2004 2nd.STAGE」のトーナメント2回戦で小林聡と対戦。3Rにはノーガードでのパンチの打ち合いとなり、最後はスタンディングダウンを奪い、判定勝ち。
2004年6月18日、全日本キックボクシング連盟「全日本ライト級最強決定トーナメント 2004 FINAL.STAGE」のトーナメント準決勝でサムゴー・ギャットモンテープと対戦。前日計量を4度失敗するなど減量に苦しんだサムゴーに0-3の判定負け。
2004年8月、リアム・ハリソンに判定負け。

### 世界王座獲得
2005年9月9日、オランダのレーワルデンで行われたWFCAタイボクシング世界スーパーライト級(63.5kg)王座決定戦に出場。オマー・"マッドドッグ"・ファン・ベンローイ（オランダ / WFCAタイボクシングヨーロッパスーパーライト級王者）に2RKO勝ちし王座を獲得した。なお、オマーはクリス・ファン・ベンローイの実弟である。なお、ルールは肘打ちなしでK-1ルールに近い形だった。またWFCAでは、タイボクシング部門とムエタイ部門があり、サトルヴァシコバが獲得したのは前者である。

### 全日本王座獲得
2006年1月4日に行われた全日本キックボクシング連盟ライト級王座決定戦で、吉本光志（同級2位/IKMF東洋ライト級王者）を2R2:30TKOで下し、第16代ライト級王者となった。
2006年7月23日に初防衛戦を行い、増田博正（同級2位）に膝蹴りをもらい、額をカットされドクターストップによる3R2:13TKO負けで王座から陥落した。
2006年10月8日、AJKF「青春塾祭り 〜Naokick's〜」で行われたファッションショーに藤原あらしと共にモデルとして登場した。

### K-1出場
2006年9月4日、「K-1 WORLD MAX 2006 〜世界王者対抗戦〜」オープニングファイトのタカ・オサミツ（新日本キックボクシング協会）戦でK-1初参戦。わずか1分の間にすべてパンチで3ダウンを奪い、1RKO勝ち。デビュー戦を白星で飾った。翌年1月28日の「全日本キックボクシング連盟 2006年間表彰式&2007新年会」でKO賞を受賞する。
2007年2月5日、「K-1 WORLD MAX 2007 〜日本代表決定トーナメント〜」のリザーブファイトで安廣一哉と対戦し、判定負け。2月9日にケジメとして髪の毛を剃り、保持していたWFCA世界スーパーライト級王座を返上した。
2007年4月4日、「K-1 WORLD MAX 2007 〜世界最終選抜〜」でパク・ウィング・ヒョング（香港 / 2006年WMC南太平洋王者）と対戦し、開始早々ロープに追い詰めラッシュをしかけるも右膝蹴りをカウンターで顎にもらい1R0:33TKO負け。
2007年10月3日、K-1 WORLD MAX 2007 〜世界一決定トーナメント決勝戦〜のオープニングファイトでムラット・ディレッキーと対戦し、2R左膝蹴りでKO負け。

## 戦績
| キックボクシング 戦績 | キックボクシング 戦績 | キックボクシング 戦績 | キックボクシング 戦績 | キックボクシング 戦績 | キックボクシング 戦績 | キックボクシング 戦績 |
| --------------------- | --------------------- | --------------------- | --------------------- | --------------------- | --------------------- | --------------------- |
| 29 試合               | (T)KO                 | 判定                  | その他                | 引き分け              | 無効試合              |                       |
| 16 勝                 | 8                     | 8                     | 0                     | 1                     |                       |                       |
| 12 敗                 | 6                     | 6                     | 0                     | 1                     |                       |                       |

| 勝敗 | 対戦相手                                   | 試合結果                     | 大会名                                                                                          | 開催年月日     |
| ×    | 廣野祐                                     | 3R終了 判定0-3               | 全日本キックボクシング連盟「New Year Kick Festival 2008」 【70'sトーナメント リザーブファイト】 | 2008年1月4日   |
| ×    | ムラット・ディレッキー                     | 2R 0:29 KO（左膝蹴り）       | K-1 WORLD MAX 2007 〜世界一決定トーナメント決勝戦〜 【オープニングファイト】                    | 2007年10月3日  |
| ×    | パク・ウィング・ヒョング                   | 1R 0:33 TKO（右膝蹴り）      | K-1 WORLD MAX 2007 〜世界最終選抜〜                                                             | 2007年4月4日   |
| ×    | 安廣一哉                                   | 3R終了 判定0-3               | K-1 WORLD MAX 2007 〜日本代表決定トーナメント〜 【リザーブファイト】                            | 2007年2月5日   |
| ○    | タカ・オサミツ                             | 1R 0:55 KO（左ストレート）   | K-1 WORLD MAX 2006 〜世界王者対抗戦〜                                                           | 2006年9月4日   |
| ×    | 増田博正                                   | 3R 2:13 TKO（カット）        | 全日本キックボクシング連盟「Spear of Destiny」 【全日本ライト級タイトルマッチ】                 | 2006年7月23日  |
| △    | シンバード・シットバンク                   | 5R終了 判定1-0               | 全日本キックボクシング連盟「SWORD FIGHT 2006」                                                  | 2006年3月19日  |
| ○    | 吉本光志                                   | 2R 2:30 KO（左フック）       | 全日本キックボクシング連盟「New Year Kick Festival 2006」 【全日本ライト級王座決定戦】          | 2006年1月4日   |
| ○    | 山田健博                                   | 3R終了 判定3-0               | 全日本キックボクシング連盟「Fight Must Go On」 【全日本ライト級王座決定トーナメント 準決勝】    | 2005年11月12日 |
| ○    | オマー・"マッドドッグ"・ファン・ベンローイ | 2R KO（パンチ連打）          | RISING SUN 6（オランダ） 【WFCAタイボクシング世界スーパーライト級王座決定戦】                   | 2005年9月9日   |
| ×    | 山本雅美                                   | 2R 3:00 TKO（眉間カット）    | 全日本キックボクシング連盟「STRAIGHT」                                                          | 2005年5月15日  |
| ○    | 藤牧孝仁                                   | 2R 2:39 KO（左ストレート）   | 全日本キックボクシング連盟「RUSH!」                                                             | 2005年3月18日  |
| ×    | 白鳥忍                                     | 5R終了 判定0-3               | 全日本キックボクシング連盟「SURVIVOR」 【全日本ライト級王座決定戦】                             | 2005年1月4日   |
| ○    | 吉本光志                                   | 2R 0:31 KO（左フック）       | 全日本キックボクシング連盟「The Championship」 【全日本ライト級王座決定トーナメント 準決勝】    | 2004年11月19日 |
| ×    | リアム・ハリソン                           | 5R終了 判定0-2               | 全日本キックボクシング連盟「SUPER FIGHT -LIGHTNING-」                                           | 2004年8月22日  |
| ×    | サムゴー・ギャットモンテープ               | 3R終了 判定0-3               | 全日本キックボクシング連盟 「全日本ライト級最強決定トーナメント2004 FINAL STAGE」 【準決勝】    | 2004年6月18日  |
| ○    | 小林聡                                     | 3R終了 判定3-0               | 全日本キックボクシング連盟 「全日本ライト級最強決定トーナメント2004 2nd STAGE」 【2回戦】       | 2004年4月16日  |
| ○    | 高谷裕之                                   | 3R終了 判定3-0               | 全日本キックボクシング連盟 「全日本ライト級最強決定トーナメント2004 1st STAGE」 【1回戦】       | 2004年3月13日  |
| ○    | 竹村健二                                   | 3R終了 判定3-0               | 全日本キックボクシング連盟「Wilderness」                                                        | 2004年1月4日   |
| ○    | 村山良和                                   | 1R 1:32 KO（左ストレート）   | 全日本キックボクシング連盟「SCRAMBLE」                                                          | 2003年11月23日 |
| ×    | 山本真弘                                   | 2R 2:43 TKO（カット）        | 全日本キックボクシング連盟「HURRICANE BLOW」                                                    | 2003年8月17日  |
| ○    | ラスカル・タカ                             | 3R終了 判定3-0               | 全日本キックボクシング連盟「DEAD HEAT」                                                         | 2003年6月20日  |
| ×    | 山本元気                                   | 1R終了時 TKO（左目尻カット） | 全日本キックボクシング連盟「BACK FROM HELL-II」                                                 | 2002年12月8日  |
| ×    | 竹村健二                                   | 3R終了 判定0-3               | 全日本キックボクシング連盟「Brandnew Fight」 【全日本フェザー級王座決定トーナメント 準決勝】    | 2002年10月17日 |
| ○    | 嵐田茂                                     | 3R終了 判定3-0               | 全日本キックボクシング連盟「LIGHT ON!」                                                         | 2001年11月30日 |
| ○    | 岩浅晶士                                   | 3R終了 判定3-0               | 全日本キックボクシング連盟「REVOLVER」                                                          | 2001年9月7日   |
| ○    | 森下知之                                   | 3R終了 判定3-0               | 全日本キックボクシング連盟「BE WILD」                                                           | 2001年2月16日  |
| ○    | 中込陽介                                   | 2R 2:39 KO                   | 全日本キックボクシング連盟「LEGEND-X」 【フレッシュマンファイト】                               | 2000年11月29日 |
| ○    | 赤松秀樹                                   | 1R 1:40 KO                   | 全日本キックボクシング連盟「WAVE-VI」                                                           | 1999年9月3日   |

## 獲得タイトル
- アマチュア
  - 2001年度全日本新空手道選手権大会　軽中量級 優勝（2002年5月3日）
- プロ
  - WFCAタイボクシング世界スーパーライト級王者（0度防衛）
  - 第16代全日本ライト級王者（0度防衛）